# Gyłyb Donew
Gyłyb Spasow Donew, bułg. Гълъб Спасов Донев (ur. 28 lutego 1967 w Sofii) – bułgarski urzędnik państwowy, w 2017 i w 2021 minister pracy i polityki społecznej, w 2021 również wicepremier, w latach 2022–2023 premier Bułgarii.

## Życiorys
Ukończył liceum rosyjskojęzyczne. Został absolwentem studiów z finansów na Uniwersytecie Gospodarki Narodowej i Światowej oraz z prawa na Uniwersytecie im. Angeła Kynczewa w Ruse. Od 2001 do 2007 kierował działem ds. zarządzania kryzysowego i warunków pracy w ministerstwie pracy i polityki społecznej, od 2005 do 2006 był dyrektorem generalnym resortu. W latach 2007–2009 pełnił funkcję dyrektora w krajowej inspekcji pracy, następnie został prezesem państwowej agencji rezerw materiałowych. Od 2014 do 2016 zajmował stanowisko wiceministra pracy i polityki społecznej, później był wicedyrektorem działów administracji i audytu w resorcie obrony.
W styczniu 2017 został ministrem pracy i polityki społecznej w technicznym rządzie Ognjana Gerdżikowa, stanowisko to zajmował do maja tego samego roku. Następnie został sekretarzem ds. polityki społecznej i ochrony zdrowia w kancelarii prezydenta Rumena Radewa. W maju 2021 powołany na stanowiska wicepremiera oraz ministra pracy i polityki społecznej w przejściowym gabinecie Stefana Janewa. Pozostał na tych stanowiskach w utworzonym we wrześniu 2021 drugim technicznym rządzie tego samego premiera. Zakończył urzędowanie w grudniu tegoż roku.
W związku z kryzysem politycznym po rozpadzie koalicji wspierającej rząd Kiriła Petkowa, prezydent Rumen Radew ogłosił jego powołanie na urząd premiera. Techniczny gabinet Gyłyba Donewa rozpoczął funkcjonowanie 2 sierpnia 2022. Po przedterminowych wyborach z października 2022 również nie zawiązano koalicji. W konsekwencji prezydent zarządził kolejne wybory i utworzył nowy rząd techniczny, na czele którego po raz drugi stanął Gyłyb Donew. Gabinet ten rozpoczął urzędowanie 3 lutego 2023. 6 czerwca 2023 na funkcji premiera zastąpił go Nikołaj Denkow.